# Edosa idiochroa
Edosa idiochroa är en fjärilsart som beskrevs av Oswald Beltram Lower 1918. Edosa idiochroa ingår i släktet Edosa och familjen äkta malar. Inga underarter finns listade i Catalogue of Life.